# フリードリヒ・ガイスハルト
フリードリヒ・"フリッツ"・ガイスハルト（Friedrich "Fritz" Geishardt、1919年1月22日 - 1943年4月6日）はドイツ空軍の軍人。第二次世界大戦時、642回の出撃で102機を撃墜したエース・パイロットであり、その戦功から柏葉付騎士鉄十字章を授与された。

## 経歴

### 軍入隊前
1919年1月22日、ガイスハルトはオーバーフランケンコーブルク郡ゾンネフェルトで生まれた。父親は教師で、第一次世界大戦中に負った傷で若くして亡くなった。ガイスハルトは15歳でヒトラーユーゲントに所属し、グライダーパイロットとなった。 1937年、ドイツ空軍に入隊し、1939年7月1日に第2教導航空団第2中隊（2./LG 2）に配属された。

### 第二次世界大戦
ポーランド侵攻序盤の9月9日、第2教導航空団第I(戦闘)飛行隊（I.(Jagd)/LG 2）は第4軍を支援するためブロンベルク周辺のラウエンブルク（現在のレンボルク）に移った。ガイスハルト伍長は前線を索敵攻撃中にPWS-26を撃墜し、初戦果を記録した。翌日の9月10日、搭乗していたメッサーシュミット Bf109をP.11によって撃墜され、敵地に胴体着陸した。ポーランドの捕虜となったガイスハルトはドイツ空軍のカラーである青いニットのセーターという軽装だったため、スパイ容疑で射殺されそうになった。数時間後、ドイツのシュトゥーカの襲撃による混乱の中で捕虜収容所から脱出した。もう一人の脱走兵と共に馬2頭を奪い、過酷な5日間の逃亡の末にドイツ軍占領地にたどり着いた。
1940年2月27日、第2教導航空団第1中隊（1./LG 2）に転属した。バトル・オブ・ブリテンでイギリス空軍（RAF）の戦闘機6機を撃墜後、1941年初頭にさらに6機を撃墜。4月6日、バルカン戦線 (第二次世界大戦)でホーカー フューリー4機を撃墜し、クレタ島の戦いでホーカー ハリケーン2機を撃墜した。
4月末にI.(Jagd)/LG 2の参謀となった。6月23日、20機撃墜を達成し、8月30日に騎士鉄十字章を受章した。1942年の初頭、さらに敵機を立て続けに撃墜した。2月3日と4日にガイスハルトとエルヴィン・クラウゼン中尉は3機のポリカルポフ R-5またはR-Zを撃墜した。3月1日に40機撃墜、4月19日に50機撃墜を達成。4月20日、一日で5機を撃墜し、「一日で達成されたエース（Ace in a day）」となり、4月25日には一日で7機を撃墜した。その後、第77戦闘航空団（JG 77）第I飛行隊第3中隊の中隊長となった。
6月23日、79機撃墜の功により柏葉付騎士鉄十字章を授与された。この叙勲は6月28日と29日に、ラステンブルクの総統大本営「ヴォルフスシャンツェ（狼の砦）」で行われた。当日には彼の撃墜数は82になっていた。
柏葉叙勲の直後、飛行隊は東部戦線からイタリアのシチリア島に移転した。10月末までにマルタの戦いで9機を撃墜し、北アフリカ戦線で9機以上の撃墜を記録した。11月10日、スピットファイアを撃墜し、ドイツ空軍で30人目の100機撃墜を達成した。
1943年1月11日、ガイスハルト大尉はウェフェルヘムに到着し、ヨーゼフ・プリラー少佐麾下の第26戦闘航空団（JG 26）の第III飛行隊の飛行隊長として指揮を執った。ガイハルトは傲慢で、騎士鉄十字章を受章していない同僚のパイロットたちは見下されていると感じ、軋轢が生じた。
4月5日、プリラーの小隊でフォッケウルフ Fw190 A-4（機体番号 7051）に搭乗していたガイスハルトはアメリカ陸軍航空軍（USAAF）第306爆撃隊のB-17との戦闘で腹部に重傷を負った。ガイスハルトは傷口からおびただしく出血していたが、ベルギーのシント＝デアイス＝ウェストレムの飛行場にスムーズに着陸することができた。病院に運ばれるも、翌日の4月6日の朝早くに死亡した。満24歳没。
ガイハルトは総出撃回数642回（37回の近接航空支援を含む）、総撃墜数102機を記録した。その内の63機は東部戦線で撃墜したもので、少なくとも17機がスピットファイアだった。

## 叙勲
- 鉄十字勲章1939年章
  - 2級（1939年9月17日）[8]
  - 1級（1940年7月10日）[8]
- 空軍名誉杯（1941年7月13日）[2]
- ドイツ十字章金章（1942年4月24日）：第77戦闘航空団第I飛行隊の少尉として[9]
- 柏葉付騎士鉄十字章
  - 騎士鉄十字章（1941年8月30日）：第77戦闘航空団第I飛行隊のパイロット及び少尉として[10][注釈 2]
  - 柏葉（1942年6月23日）：第77戦闘航空団第I飛行隊の参謀及び中尉として[12][注釈 3]